# Aleksander Konstanty Batowski
Aleksander Konstanty Batowski (ur. 22 marca 1799 we Lwowie, zm. 10 stycznia 1862 w Odnowie) – bibliofil, historyk, ziemianin.

## Życiorys
Urodził się 22 marca 1799 we Lwowie i uzyskał wyższe wykształcenie na uniwersytecie we Lwowie i w Warszawie.
Mieszkał w swoim majątku w Odnowie i zajmował się kolekcjonowaniem map, dokumentów, rycin i rękopisów. Jego cenna biblioteka złożona była z 5135 druków. Kolekcja jego składała się głównie z ekslibrisów bibliotek publicznych i prywatnych oraz grafik, zaprzyjaźnionego z nim Kajetana Wincentego Kielisińskiego.
Batowski udzielał się politycznie i w czasie Wiosny Ludów był członkiem Centralnej Rady Narodowej, jak i tej Rady przewodniczącym.
Pół roku przed śmiercią sporządził testament w którym przekazał swoją kolekcję Wiktorowi Baworowskiemu. Zmarł 10 stycznia 1862 w swoim majątku.

## Publikacje
- Rajnold Hajdensztajn i Franciszek Bohomolec: pisarze żywota Jana Zamojskiego kanclerza i hetmana. w. k., Lwów 1854,
- Diariusz wypadków 1848 roku[1],
- Niektóre rękopisma księgozbioru zakładu naukowego imienia Ossolińskich, Lwów 1843,
- Sprawa z poselstwa Marcina Kromera do Ferdynanda cesarza w latach 1558–1563, Lwów 1856

Był również wydawcą m.in. Żywot Tomasza Zamojskiego kanclerza W. Kor. autorstwa Stanisława Żurkowskiego.